# Peter Larsson (labdarúgó, 1961)
Peter Nils-Gösta Larsson (Torsby, 1961. március 8. –)  svéd válogatott labdarúgó.

## Pályafutása

### Klubcsapatban
Pályafutását az IF Hallby csapatánál kezdte 1977-ben. Ezt követően a Halmstads játékosa lett. Egy szezon után távozott. Az IFK Göteborg színeiben két alkalommal szerzett svéd bajnoki címet, 1987-ben az UEFA-kupát is megnyerte. 1987 és 1991 között az Ajax játékosaként egy holland bajnoki címmel lett gazdagabb. Majd miután visszatért Svédországba az AIK együtteséhez ismét svéd bajnok lett 1992-ben.

### A válogatottban
1983 és 1992 között 47 alkalommal szerepelt a svéd válogatottban és 4 gólt szerzett. Részt vett az 1990-es világbajnokságon.

## Sikerei, díjai
Göteborg
- Svéd bajnok (2): 1984, 1987
- UEFA-kupa (1): 1986–87

Ajax
- Holland kupa (1): 1989–90

AIK Fotbol
- Svéd bajnok (1): 1992 (Mästerskapsserien)
- Guldbollen (1): 1987